# Bernd Tönjes
Bernd Tönjes (* 25. Dezember 1955 in Dorsten) ist ein deutscher Manager und Vorstandsvorsitzender der RAG-Stiftung.

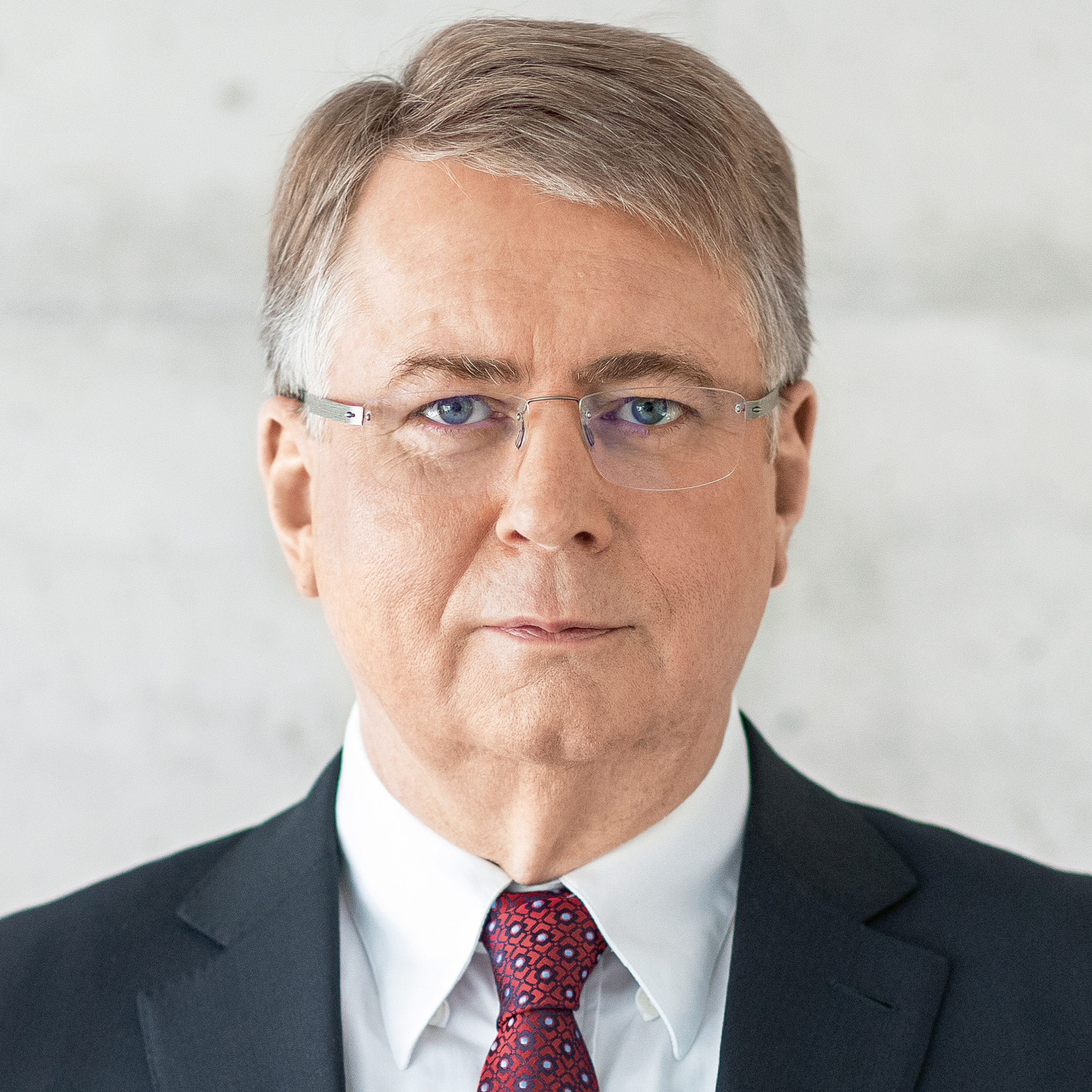
Bernd Tönjes (2020)

## Leben
Tönjes besuchte das Gymnasium Petrinum in Dorsten.
Zwischen 1976 und 1981 studierte Tönjes im Bereich Bergbau an der RWTH Aachen. Er beendete das Studium als Diplomingenieur. 1982 fing Tönjes als Technischer Angestellter „unter Tage“ bei der Bergbau AG Lippe auf dem Bergwerk Fürst Leopold im Dorstener Stadtteil Wulfen an. Im Verlauf war er hier u. a. als Fahrsteiger, Obersteiger und Grubenbetriebsführer tätig. Von 1988 bis 1999 hatte Tönjes verschiedene Leitungspositionen bei der Bergbau AG Lippe, der Ruhrkohle Westfalen AG, der Ruhrkohle Bergbau AG bzw. der Deutsche Steinkohle AG inne. 1994 wurde er Werksleiter der Zeche Heinrich-Robert in Hamm und später Werksleiter der Zeche Ewald/Hugo in Herten.  Zugleich war er von Januar 1999 bis Dezember 2000 Sprecher der Geschäftsführung der DSK Anthrazit Ibbenbüren GmbH. Im Januar 2000 wurde Tönjes Mitglied des Vorstandes der Deutsche Steinkohle AG, im Oktober 2001 stellvertretender Vorstandsvorsitzender und im Mai 2001 Vorsitzender des Vorstandes. Von Juli 2004 bis Dezember 2007 war er Mitglied des Vorstandes der RAG Aktiengesellschaft, im Januar 2008 wurde er dessen Vorsitzender.
Seit dem 24. Mai 2018 ist er Vorsitzender des Vorstandes der RAG-Stiftung sowie Vorsitzender der Aufsichtsräte der Evonik AG und der RAG AG.

## Weitere Tätigkeiten
Seit 2007 ist Tönjes Vorsitzender des Gesamtverband Steinkohle e.V.
Von Januar 2016 bis Ende 2020 war er Moderator des Initiativkreises Ruhr.
Tönjes war eine Zeit lang stellvertretender Vorstandsvorsitzender der Vereinigung Rohstoffe und Bergbau e.V.
Er ist Kuratoriumsvorsitzender der Tisa von der Schulenburg-Stiftung in seiner Heimatstadt Dorsten.